# Interactive System Productivity Facility
Interactive System Productivity Facility (ISPF) ist eine Oberfläche für TSO auf dem IBM-Großrechner unter dem Betriebssystem z/OS und dessen Vorgängern  (OS/390, MVS).
ISPF besteht aus einem Dialogmanager, dem Programm Development Facility (PDF), sowie dem Software Configuration and Library Manager (SCLM).
Der Dialogmanager ermöglicht es, eigene interaktive 3270-Anwendungen zu entwickeln. Die APIs können sowohl in Programmiersprachen wie Assembler, COBOL, PL/I, C als auch in Scriptsprachen (CLIST, REXX, ooRexx) verwendet werden.
Das Programm Development Facility enthält Utilities für den RZ-Betrieb sowie Hilfsmittel zur Programmentwicklung. Die zentrale Funktion ist der komfortable Editor.
SCLM ist Bestandteil von ISPF somit von z/OS und ist ein Werkzeug für Quellcodeverwaltung, Build-Management und Freigabeautomatisierung. Es erlaubt auch selektives Auditieren und Versionierung von Änderungen an Anwendungsprogrammen und Build-Resultaten.
Der im ISPF integrierte Texteditor ermöglicht es, PS- und PO-Datasets mit Recordformat F, FB, V und VB zu bearbeiten. Der Editor wird mittels Steuerbefehlen, Zeilenkommandos und Funktionstasten bedient. Es ist ferner möglich, eigene Makros zu schreiben. Diese müssen zur Ausführungszeit in der SYSEXEC- oder SYSPROC-Library oder, als Lade-Module, in der STEPLIB oder LINKLIST stehen. Zusatzprodukte ermöglichen auch das Editieren von VSAM-Datasets.
Teil des ISPF ist ein Workstation-Client, der unter Windows, AIX, HP-UX, OS/2 und Solaris läuft. Hiermit kann man wahlweise Hostdateien mit einem Workstation-Editor bearbeiten oder umgekehrt ASCII-Dateien im Filesystem der Workstation mit dem ISPF-Editor bearbeiten. Außerdem ist es damit möglich, mittels des ISPF-Kommandos WS beliebige Programme oder Skripte auf der Workstation auszuführen.
SPF (Structured Programming Facility), der Vorgänger des ISPF,  wurde bereits in den siebziger Jahren entwickelt und konnte sich gegen zahlreich vorhandene Konkurrenzprodukte durchsetzen, von denen einzig der RPF bei Benutzern des Emulators Hercules noch von Bedeutung ist.
Es gab von verschiedenen Herstellern Versuche, den ISPF-Editor auf andere Plattformen zu portieren.  Eine Version existierte für MS-DOS, die fortschrittlich schon Dateien bearbeiten konnte, die größer als der vorhandene Speicher waren. CTC vertreibt SPF/SE für Windows, während Uneclipse mit SPF/UX eine Version für Unix anbietet.